# 石敬贇
石敬赟（898年—946年），字德和，后晋宗室，是石敬瑭的堂弟，石敬瑭的三叔石万诠的儿子，石敬威的弟弟。
石敬赟年少无赖，流落民间。石敬瑭派人找到了他，补为太原牙将。石敬瑭即位，以他为飞龙皇城使，转任曹州防御使。天福五年（940年）冬，拜为河阳三城节度使。石敬赟性情贪暴，石敬瑭为择贤佐吏辅佐他，石敬赟也害怕石敬瑭，没有敢犯法。一年后，改镇陕州保义军节度使。晋出帝时，加石敬赟为同中书门下平章事，渐渐骄慢恣意。皇帝派遣使者至，他必问使者：“小侄（出帝）安否？”陕州人苦其暴虐，出帝把他召回京师，因为他说皇叔不加责，惩罚他的元从都押衙苏彦存、郑温遇警示他。契丹国入侵，石敬赟从晋出帝抵达澶渊，派他率军防备汶阳，守卫麻家渡，没有见敌人。开运元年（944年）七月，再出为威胜军节度使。一年后，出帝以曹州为威信军，授石敬赟为节度使。在曹州更加贪暴，很久之后，召还。开运三年（946年）十二月，张彦泽兵犯京师开封府，石敬赟夜逃，翻过城墙东垣，掉到沙濠里溺死，时年四十九岁。

## 延伸阅读
[在维基数据编辑]
 《新五代史/卷17》，出自歐陽修《新五代史》